# Lasius karpinisi
Lasius karpinisi är en myrart som beskrevs av Seifert 1992. Lasius karpinisi ingår i släktet Lasius och familjen myror. Inga underarter finns listade i Catalogue of Life.